# Neville-Smith Forest Products Launceston International 2019
Die Neville-Smith Forest Products Launceston International 2019 bezeichneten sowohl ein Tennisturnier der ITF Women’s World Tennis Tour 2019 für Damen als auch ein Tennisturnier der ATP Challenger Tour 2019 für Herren. Beide Turniere fanden vom 28. Januar bis 3. Februar 2019 in Launceston, Tasmanien statt.